# Nicola Della Casa
Nicola Della Casa (Meride, 10 novembre 1843 – Baveno, 1894) è stato un imprenditore e politico svizzero-italiano.

## Biografia
Figlio di Tommaso Della Casa, cattolico e liberale chiamato a rappresentare la famiglia Bernasconi alla direzione della cava Principessa Clotilde di Baveno, Nicola Della Casa nacque a Meride il 10 novembre 1843. Dopo un periodo di formazione a Firenze divenne un pioniere dell'industria del granito a Baveno.
Si sposò con Martina Fossati e dall'unione nacquero cinque figli. 

### La Premiata Ditta
La Premiata Ditta Della Casa prese avvio dall'azienda Bernasconi-Camuzzi proseguendo nell'affitto della cava comunale Principessa Clotilde di Baveno, altro nome con cui era conosciuta la cava Montegrassi. L'escavazione della cava comunale da parte del Della Casa iniziò nel 1874 e con il 1879 l'attività poté fregiarsi del titolo di “premiata ditta” con la possibilità di utilizzare lo stemma reale.
La ditta era direttamente gestita dal proprietario a cui si affiancavano validi collaboratori. Per lavori non usuali si ricorreva a ditte esterne. Solo dopo il 1890 si fece strada l'idea di una società allargata a capitali stranieri con ditte scozzesi e svedesi.

### La disputa per la concessione della cava e l'elezione ad assessore
La Montegrassi, cava difficile ma tra le più ricche di materiale pregiato, fu al centro di una contesa. L'anno precedente il 1888, anno di scadenza della concessione, un rivale in commerci, Valentino Adami, si fece avanti proponendo 4000 lire per la concessione. Le ostilità furono aperte con un virulento attacco giornalistico nel quale si inveiva contro «...il solito parassita di uno straniero che crede di dominare il paese...».
Ne seguì una crisi comunale e le nuove elezioni videro una affermazione personale di Nicola Della Casa che divenne assessore al comune di Domo - Baveno. La disputa processuale si concluse con voto unanime del Consiglio Comunale che rinnovò la concessione per altri venticinque anni.

### Le grandi Esposizioni Universali
Nel periodo di massimo sviluppo industriale dalla seconda metà dell'Ottocento all'inizio del Novecento la ditta Della Casa concorse a molte importanti esposizioni. Nel 1878 all'Esposizione Mondiale di Parigi e nel 1881 all'Esposizione di Milano dove ottenne la medaglia d'argento. A Genova ottenne il “gran diploma d'onore” per essere stato «il primo in Italia ad applicare la lavorazione meccanica ai graniti» e a Torino nel 1884 la medaglia d'oro al valore industriale.

### Le innovazioni tecnologiche
Il Della Casa fu tra i primi sperimentatori di mine in caverna. La mina del 1886 che fece cadere 15.000 m³ di massi di granito con 200 quintali di polvere dalle cave di Baveno fu tra le più potenti in Europa. Anche la lavorazione della pietra vide importanti innovazioni meccaniche con l'utilizzo di caldaie a vapore per dare forza motrice ai torni da lucidatura. Nella meccanizzazione della lavorazione della pietra Nicola Della Casa fu il primo in Italia ad applicare la lavorazione meccanica ai graniti.

### L'impegno sociale e politico
Fece parte del consiglio direttivo dell'asilo voluto Charles e Clara Henfrey, appoggio la società operaia e altri enti quali la Cooperativa di Consumo. Assillato da problemi di bilancio, diede ai suoi dipendenti medagliette spendibili a suo nome presso la Cooperativa. Fondò la scuola di disegno. Fu per due anni presidente della Musica Cittadina. Caldeggiò i progetti mai realizzati di una ferrovia dalle cave di Baveno alla riva del lago, e quello di una ferrovia da Baveno al Mottarone poi attuata a Stresa. All'attività imprenditoriale affiancò un'intensa partecipazione politica e una particolare attenzione ai vicini moti liberali tra Svizzera e Italia. Numerosi i legami e le amicizie in ambito liberale. Ebbe la stima di Felice Cavallotti, Cesare Correnti e Quintino Sella con cui condivise la passione per la mineralogia e per la montagna. Nella tradizione dell'impegno politico del padre Tommaso, nel 1890, venne eletto deputato nel Consiglio di Stato ticinese. fu eletto anche assessore al comune di Domo-Baveno.

### La morte
Nella sua villa, costruita dall'architetto ticinese Augusto Guidini, morì improvvisamente nel 1894, a 51 anni. Dopo la sua prematura scomparsa, la ditta passò alla compagnia scozzese che egli aveva cercato di associare.
Alla sua morte furono numerosi gli attestati di cordoglio del mondo intellettuale e politico dell'epoca. In terra confederata “La Gazzetta Ticinese”, “Il dovere”, “Il Bollettino Storico”
ospitarono lunghi necrologi che, secondo le diverse tendenze politiche, facevano risaltare ora le doti imprenditoriali ora gli “schietti principi liberali” del Della Casa.

## Il commercio in Italia e all'estero: le forniture di granito rosa

### In Italia
- Asti, monumento a Vittorio Emanuele
- Torino, Mole Antonelliana
- Vercelli, monumento a Garibaldi
- Torino, Palazzo Carignano
- Torino, monumento al Duca di Genova
- Genova, Stazione Porta Principe
- Trento, monumento a Dante
- Milano, Galleria Vittorio Emanuele
- Milano, Chiesa di San Carlo al Corso
- Milano, monumento a Vittorio Emanuele
- Milano, monumento a Leonardo
- Roma, monumento ai fratelli Cairoli
- Roma, monumento a Quintino Sella
- Roma, fontana delle Naladi
- Roma, Basilica di San Paolo fuori le mura
- Roma, Palazzo Bocconi
- Roma, Basilica di San Giovanni in Laterano
- Napoli, vecchia Stazione Centrale
- Napoli, Mausoleo Schilizzi

### Nel mondo
- Parigi, palazzo dell'Opera
- Brema, monumento a Guglielmo 1
- Lione, Cattedrale di Fourviére
- Belgrado, Palazzo Skupstina
- San Gallo, Palazzo Unione Banche Svizzere
- Zurigo, Politecnico
- Chicago, Monumento a Cristoforo Colombo
- Indianapolis, Monumento al gen. Hendricks
- New York, Sede Herald Tribune
- New York, Monumento a Cristoforo Colombo
- Buenos Aires, Monumento al gen. Belgrano
- Rio de Janeiro, Monumento al gen. Osorio

Inoltre Nicola Della Casa ha fornito granito di Baveno ad Anversa (piramide); Calcutta (monumento); ferrovia del Gottardo (paracarri); Marsiglia (monumento); Neuchâtel (monumento); inoltre risultano esportazioni in Turchia e Romania.